# فات جو
جوزيف انتونيو كارتاجينا (بالإنجليزية: Fat Joe)، مطرب معروف باسمه الفني فات جو (ولد في 19 أغسطس 1970)، هو مغني راب أمريكي موقَع مع شركة التسجيلات الامبراطورية، والرئيس التنفيذي لمجموعة "Terror Squad Entertainment"، وعضو في الفرقة الموسيقية DITC.
أول ألبوم للمطرب كان Represent، الذي صدر عام 1993، أعقبه ألبوم Jealous One's Envy عام 1995. وفي الفترة بين 1998 إلى عام 2006، وقع مع شركة أمبيريال ريكوردز وقد كان أحد مؤسسيها، وأصدر أربع ألبومات مع الشركة وهي Don Cartagena عام 1998، Jealous Ones Still Envy (J.O.S.E.) عام 2001، Loyalty عام 2002، All or Nothing عام 2005. اما اغانيه الأكثر شعبية فهي أغنية lean Back التي غناها مع فرقة تيرور سكواد والتي احتلت المرتبة الأولى في سباق الأغاني الأمريكي صيف 2004، بالأضافة إلى دويتو what's luv الذي جمعه بالمطربة أشانتي 
بعد إصدارAll or Nothing، دخل في منافسة شرسة حظيت بتغطية إعلامية هامة في نيويورك مع مغني الراب 50 سنت، الذي هاجم فات جو في أغنيته "Piggy Bank".

## المشوار الموسيقي

### 1991-1995: بداية المشوار
بدأ المطرب حياته الفنية في فرقة D.I.T.C تحت اسم Fat Joe da Gangsta التي كانت تضم عدة فنانين ممن أصبحوا لاحقا مطربين متعاقدين مع شركته الفنية الخاصة.
في عام 1993 أصدر البومه الأول "Represent" وكانت الأغنية الأبرز فيه هي أغنية "Flow Joe" التي حققت نجاحا هائلا وتمكنت من احتلال المركز الأول في سباق أغاني الراب
في عام 1995، أصدر فات جو البومه الثاني "Jealous One's Envy" الذي احتل المركز 71 في سباق البيلبورد والمركز السابع في قائمة البومات الهيب هوب الأكثر مبيعا كما أن نجاح هذا الألبوم وخصوصا اغنيتيه "Success" و"Envy" جعل كل من ال ال كول جي وفوكسي براون وكيث موراي وموب ديب يتلهفون على التعاون معه في البوماتهم 

### 1998-2005: فترة التوقيع مع أتلنتيك ريكوردز، فرقة تيريور سكواد، والمنافسة مع 50 سنت
في عام 1998، أصدر فات جو ألبوم دون كارتاجينا وهو الألبوم الثالث في مسيرته والأول له مع «أتلنتيك ريكوردز». وصل الألبوم إلى المركز السابع في سباق «البيلبورد 200» والثانية في ترتيب البومات الهيب هوب الأكثر مبيعا حينها، ونال الألبوم مصادقة الجمعية الأمريكية لصناعة الموسيقى.
كانت الأغاني المميزة في ذلك الألبوم كلا من "Bet Ya Man Can't Triz"، و"Don Cartagena". وسجل الألبوم حضور ضيوف شرف مثل ناز، ديدي، كبير بون، ريكوون، جاداكيس، وفرقة «بون ثغز ن هرموني». 

تضمن الألبوم لأول مرة أغاني شارك فيها بالإضافة إلى فات جو بقية الاعضاء المنتمين إلى بلده «تيرور سكواد» التي تتألف من المغنين «بيغ بون» و«كوبان لينك»، «تريبل سيس»، «بروسبكت»، «هرمجدون» بالإضافة إلى «ريمي ما» التي انضمت في وقت لاحق.
و في سنة 2001 أصدر ألبوم Jealous Ones Still Envy مع المنتج «ايرف جوتي». الألبوم تضمن دويتوهات مع كبار النجوم من أمثال أشانتي، جا رول، NORE، بوستا رايمز، بابلو بتي، MOP، لوداكريس، ار كيلي، بوجو بانتون، وفنانين من فرقته «تيرور سكواد». وتضمن الالبوم أغنية "We Thuggin" التي صورها مع ار كيلي أواخر عام 2001 ونجحت نجاحا كبيرا، لكنها لم تصل إلى مستوى نجاح "What's Luv?"التي نجحت نجاحا ضاربا أوائل عام 2002 مع جا رول وأشانتي، وأصبحت الأغنية علامة مضيئة في تاريخ الهيب هوب، الألبوم هو إلى حد الآن أكبر نجاح حققه المطرب وبفضله تحصل على القرص البلاتيني. 

و في عام 2003، ظهر فات جو في أغنية بوب في دويتو مع المغنية المكسيكية تاليا اسمه "I Want You" كما قدم أغنية "Crush Tonight" لبرنامج أمريكي شهير.
على الرغم من عدم تحقيق هذه الأغاني لنجاح يضاهي التي سبقتها، قام عام 2004 فات جو بتسجيل أغنية Lean back مع فرقته «تيرور سكواد»، بالتعاون مع «ريمي ما» ومن أنتاج المنتج الأمريكي «سكوت ستورش» تضمنها ألبوم True StoryTrue Story وكانت الأغنية المفصلية في تاريخه الفني وفي تاريخ الهيب هوب ككل، كان نجاح الأغنية ضاربا وقد حققت نجاحا في شتى أنحاء العالم يندر مثله في عالم موسيقى الراب ’و لكنها مع هذا النجاح أثارت عدة انتقادات منها ما صدر عن الكاتب المحافظ «برنت بوزل» الذي انتقد الفرقة لاستخدامها في هذه الأغنية العبارات النابية والكلام الفاحش على نطاق واسع. ومع ذلك، أعتبر البعض على غرار «جايسون بيرشيمر» الكاتب والناقد في موقع "Allmusic" الأغنية أنها «بلغت درجة الكمال الفني في عالم الهيب هوب وأغاني المراقص حيث أنها تمثل مفخرة لعلامة «سكوت ستورش» وستبقى محفورة في ذاكرة محبي الأغاني الجماعية والراقصة».
بعد ثلاث سنوات من طرحه اخر البوم شخصي له أي في عام 2005، أصدر فات جو ألبومه السادس All or nothing، وتضمن الألبوم أغنية "My Fofo"، التي تستهدف الزميل النيويوركي مغني الراب 50 سنت بالقدح والشتم على طريقة الديس سونغ المتداولة في عالم الراب، والذي كان قد فعل ذلك الأمر مع فات جو ردا على أغنية أخرى شارك بها المطرب  All or Nothing احتوى أيضا على أغاني مثل "So Much More" و"Get It Poppin" مع المطرب نيلي، وشارك فيه كضيوف شرف كل من «إمينيم»، «ميز»، «ريمي ما»، «ماشدونا»، و«ار كيلي».و ردا على "My Fofo"، 50 سنت هاجم فات جو في أغنيته «بيجي بانك» في عام 2005 من ألبوم المذبحة Massacre  في وقت لاحق هاجم فات جو 50 سنت ووصفه بالجبان في مقابلة هاتفية مع «كاي سلاي» المذيع في محطة الهيب هوب WQHT الإذاعية ذات المقر النييوركي. هذه الحرب ظهرت أيضا على الشاشات سنة 2005 خلال حفل تقديم جوائز موسيقى الفيديو في محطة «أم تي في»، حين أشار فات جو بعد تقديمه لوصلة غنائية رفقة دادي يانكي إلى عنف مجموعة جي يونت بقوله «اننى اشعر بالامان مع حماية الشرطة هذه مجاملة لجي يونيت»  بعدها بفترة وجيزة خلال الفترة الاعلانية وجه 50 سنت عبارات نابية إلى فات جو وقفز على خشبة المسرح بعد مغادرة فات جو له بقليل.

### 2006-2008: الألبوم السابع، وعداء مستمر مع 50 Cent

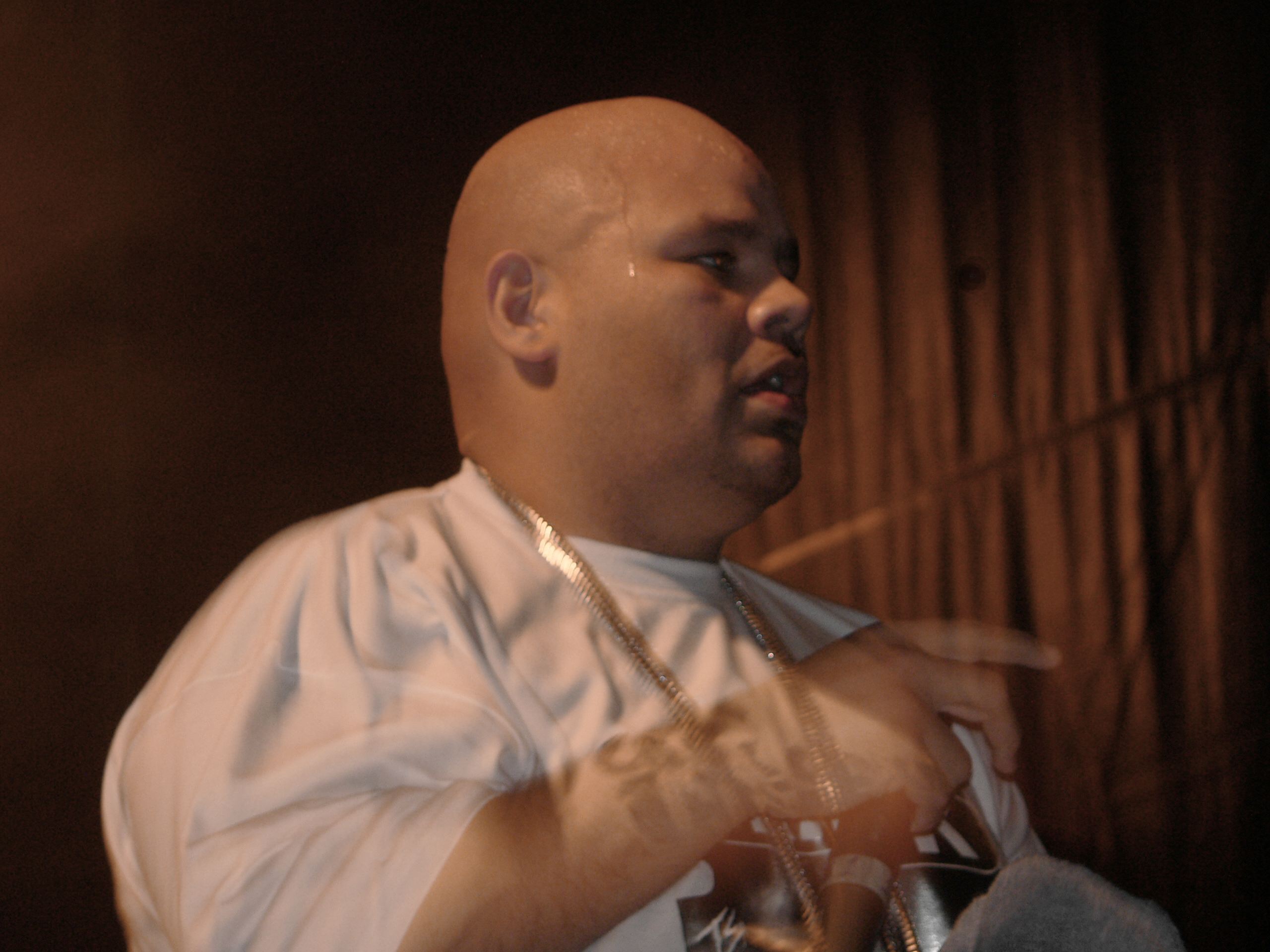
فات جو في البرتغال

أصدر «فات جو» في عام 2006 ألبوم "Me, Myself & I" وكان الألبوم السابع له في مسيرته الغنائية وهو أيضا أول ألبوم يصدر له مع شركة فيرجن. صور منه المطرب أغنية "Make It Rain" مع مغني الراب ليل واين، أعقبها بأغنية "No Drama (Clap and Revolve)". وفي نفس السنة ظهر المغني في برنامج "Freestyle 59" الذي تبثه قناة «في اتش وان» في نسخته السادسة وقدم أغنية مع فرقة «نيو جيرسي أمسي نوز» المشاركة فيه.
في يونيو / حزيران 2007، قام القس «مايكل فيلغر» بحملة دعائية استهدفت فات جو ومجموعة أخرى من مغني الراب يرى القس وانصاره أن أغانيهم تروج لكراهية النساء والعنف ضدهن وكانت الحملة بعنوان «أوقفوا الاستماع إلى القاذورات» وبدأت في 18 يونيو 2007 من مدينة شيكاغو في ولاية إلينوي. وفي نفس الشهر، شارك فات جو في أغنية لزميله «دي جي خالد» بعنوان "We Takin' Over" جنبا إلى جنب مع إيكون، تي اي، ريك روس، بيردمان، وليل واين بالإضافة إلى ريمكس للدي جي "I'm So Hood" مع ليل واين، «يونغ جيزي»، «ريك روس»، «بوستا رايمز»، «بيغ بوي»، «لوداكريس»، و«بيردمان». وفي الفترة ذاتها استمرت الملاسنات بين فات جو و«50 سنت» إذ انه في أيلول / سبتمبر 2007 أتهم الأخير فات جو على برنامج راب سيتي الذي تبثه قناة «بي أي تي» بالجبن ناعتا اياه بالعاجز عن مواجهته، وكان رد فات جو بعد ذلك برفض هذا الادعاء ساخرا من المغني اللدود وناعتا تصريحاته بالخرقاء. وفي وقت لاحق أي في كانون الثاني / يناير أطلق 50 سنت أغنية أخرى يشتم فيها المطرب وكانت بعنوان "Southside Nigga (I'm Leaving)". في نهاية كانون الثاني / يناير 2008، ظهر فات جو مجددا في وسائل الاعلام وهذه المرة كانت مع مدير أعماله «برايان ديتريش» لنفي الشائعات التي انتشرت على شبكة الإنترنت حول تهرب المطرب من دفع الضرائب.
اصدر «فات جو» البومه الثامن The Elephant in the Room بتوزيع «أمبيريال ريكوردز»، التي نشأت وأصبحت فرعا من «تيرور سكواد انترتينمنت» و«كابيتول ريكوردز»،  والذي طرح في 11 مارس 2008 ؛ وكانت أغنيته الرئيسية "I Won't Tel" برفقة المغني «جي. هوليداي».
احتل الألبوم عند طرحه لأول مرة المركز السادس على سلم ترتيب سباق البيلبورد. اتبعه بأغنية "Ain't Sayin' Nuthin'" رفقة المغني «بلايز».
و في 20 مارس 2008، بعد وقت قصير من نجاح البوم فات جو "The Elephant in the Room"، أطلق «50 سنت» على الإنترنت عبر موقعه على اليوتيوب، فيديو باسم «الجنازة» لفات جو يظهر جنازة لمسيرة فات جو الفنية، وهو يبكي في لقطات وهمية.ثم يتحدث عن مبيعات البوم جو «القياسية»، ويقول إنه أنهى مسيرة فات جو الفنية.

### 2009 - الٱن: البومات Jealous Ones Still Envy 2 و The Darkside
أصدر فات جو البومه التاسع منفردا "J.O.S.E 2" خلال شهر يونيو 2009. وكان المشروع أي مشروع الألبوم هو أعادة"reprises" لعنوان الألبوم الذي اصدره جو للعام 2002 والحاصل على جائزة RIAA البلاتينية، "Jealous Ones Still Envy" ومعناه بالإنجليزية لا يزال الغيورون يحسدونني ومثَل إصدار جو الألبوم الثالث له منذ انضمت التسجيلات الامبراطورية صاحبة «تيريور سكواد انترتينمنت» إلى شركة التسجيلات الصوتية EMI الأمريكية العملاقة في 2006. في هذا الألبوم، غنى جو بصحبة العديد من الفنانين، ومنهم على سبيل المثال مغنو الراب «رون براوز»، «فابلوس»، «ليل كيم»، «تي بين»، «ليل وين»، و"أيكون". وقد تم إنتاج الألبوم عبر تكلفة ضخمة وشمل هذا الأنتاج كل من المنتجين «جيم جونسن»، و«ذي انكريديبلز»، والمنتج "StreetRunner" ستريت رانر  وكانت أول أغنية ضمها الألبوم ووقع تصويرها هي أغنية "One" والتي غناها برفقة المطرب سنغالي الأصل أيكون وكانت هذه الأغنية السنجل الأول في هذا الألبوم أيضا. صدر هذا الألبوم يوم 27 يوليو 2009 وباع أكثر من 11000 نسخة في اسبوعه الأول محتلا المركز 76 في سباق البيلبورد لسنة 2009.
و في يناير 2010، عقد فات جو مؤتمرا صحفيا أبلغ فيه عن نيته طرح ألبوم بعنوان The Darkside وأوضح بأنه بصدد وضع اللمسات الأخيرة على هذا الألبوم.

## حياته الشخصية

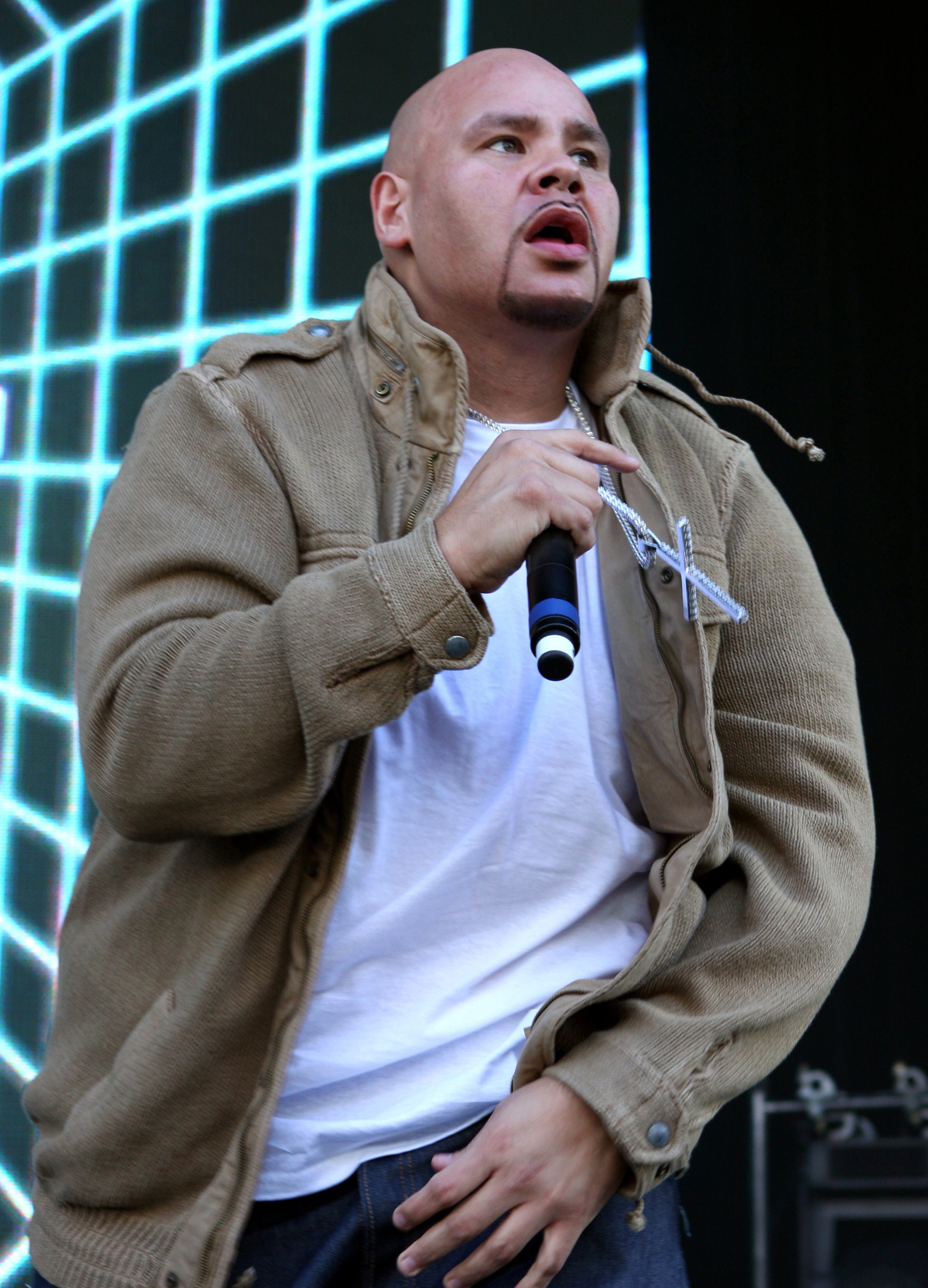
فات جو

ينحدر فات جو الـبورتوريكو  وقد ولد في برونكس،  ونشأ وترعرع في كنف عائلة فقيرة كانت تعيش على الرعاية الاجتماعية. وهو شهير بضخامة جثته إذ انه في عام 1996 بلغ وزنه 300 باوند. وفي عام 2005، قدمت كل من مجلة ستاف  وContactMusic.com  تقريرين عن جهود فات جو لخسارة وزنه. 

متزوج من امرأة تسمى لورينا، وله طفلين منها.
يوم 8 سبتمبر عام 1998، اعتقل فات جو و«بيغ بون» بتهمة الاعتداء على رجل بواسطة مضرب بيسبول بالإضافة إلى سرقة سلسلة ذهبية له يوم 14 يونيو من ذلك العام. ثم انه اعتقل مرة أخرى يوم 12 مايو 2002 بتهمة تعنيف رجل آخر في ناد ليلي يملكه رومان أبراموفيتش مالك نادي تشيلسي الإنجليزي، في ساحة التايمز سكوير، ولكن التهم اسقطت في 10 يناير، 2003.

## جدول: قائمة ألبوماته

### الألبومات الفردية
| السنة | الألبوم                   | الترتيب في سباق البيلبورد |
| ----- | ------------------------- | ------------------------- |
| 1993  | Represent                 | 46                        |
| 1995  | Jealous One's Envy        | 71                        |
| 1998  | Don Cartagena             | 7                         |
| 2001  | Jealous Ones Still Envy   | 21                        |
| 2002  | Loyalty                   | 31                        |
| 2005  | All or Nothing            | 6                         |
| 2006  | Me Myself & I             | 14                        |
| 2008  | The Elephant in the room  | 6                         |
| 2009  | Jealous Ones Still Envy 2 | 14                        |

### ألبومات مع فرقةتيرور سكواد
| السنة | الألبوم      |
| ----- | ------------ |
| 1999  | Terror Squad |
| 2004  | True Story   |
| 2010  | A New Story  |

## قائمة أفلامه
- أثقل من الماء (1999) -- لونزو مدينا
- أغنية السجن (2001)
- الإمبراطورية (2002)
- فيلم رعب 3 (2003) -- مثل دور شخصيته الحقيقية
- الأقدام السعيدة (2006) -- مثل بصوته دور «سيمور»

## الروابط الخارجية
- الموقع الرسمى نسخة محفوظة 18 يونيو 2008 على موقع واي باك مشين.
- فات جو على موقع IMDb (الإنجليزية)
- فات جو على موقع ألو سيني (الفرنسية)
- فات جو على موقع ميوزك برينز (الإنجليزية)
- فات جو على موقع إن إن دي بي (الإنجليزية)
- فات جو على موقع أول ميوزيك (الإنجليزية)
- فات جو على موقع ديسكوغز (الإنجليزية)
- فات جو على موقع ديسكوغز (الإنجليزية)
- فات جو على موقع قاعدة بيانات الفيلم (الإنجليزية)
- فات جو على موقع ماي سبيس